# 伊福部昭
伊福部昭（日语：／ Ifukube Akira，1914年5月31日—2006年2月8日），是日本作曲家、編曲家、日本北海道出身。幼时听了斯特拉文斯基的《春之祭》而自學成為作曲家。亚历山大·齐尔品访问亚洲时曾对他的创作给予很高评价。在创作上有許多具民族主義，追求日式風格的管弦樂曲；以怪兽电影《哥斯拉》系列的配乐著称。
2018年，55223号小行星（羅伊·A·塔克发现）被命名为伊福部昭的名字，同一批被命名为小行星名字的还有冈本伦、奈须蘑菇、绫辻行人、新海诚、高梨康治等。

## 作品列表

### 管弦樂曲
- 日本狂想曲（日本狂詩曲，1935年）
- 土俗的三連画 （土俗的三連画，1937年）
- 交響舞曲“越天樂”（交響舞曲「越天楽」，1940年）
- 為鋼琴與管弦樂而作的協奏曲風交響曲（ピアノと管絃楽のための協奏風交響曲，1941年，于1997年在日本放送協會（NHK）的資料庫中發現）
- 交響譚詩（交響譚詩，1943年）
- 贈予菲律賓的慶典序曲 （フィリピンに贈る祝典序曲，1944年）
- 士兵的序楽 （1944年）
- 為管弦樂而作的音詩“寒帶林” （管絃楽のための音詩「寒帯林」，1944年）
- 為小提琴與管弦樂而作的協奏式狂想曲（第一小提琴協奏曲）（ヴァイオリンと管絃楽のための協奏風狂詩曲（ヴァイオリン協奏曲第1番），1948年 / 1951年 / 1971年）
- 小交響曲“Tapkaara”（シンフォニア・タプカーラ，1954年 / 1979年）
- 為鋼琴與管弦樂而作的“Ritmica ostinata”（ピアノと管絃楽のためのリトミカ・オスティナータ，1961年）
- 為馬林巴與管弦樂團而作的“Lauda Concertata”（オーケストラとマリムバのためのラウダ・コンチェルタータ，1976年）
- 第二小提琴協奏曲（ヴァイオリン協奏曲第2番，1978年）
- 為二十弦箏與管弦樂團而作的交響牧歌（二十絃箏とオーケストラのための交響的エグログ，1982年）
- 幻想交響曲第一、二、三號（SF交響ファンタジー第1番〜第3番，1983年）
- 為和太鼓與交響樂團而作的滑稽迴旋曲（倭太鼓とオーケストラのためのロンド・イン・ブーレスク，1983年，亦有管樂版本）
- 日本太鼓“Jakomoko Janko”（日本の太鼓「ジャコモコ・ジャンコ」，1984年）
- 舞曲“莎樂美”（舞踊曲「サロメ」，1987年）
- 交響頌偈“釋迦”（交響頌偈（じゅげ）「釈迦」，1989年）
- 管弦樂司伴“鞆之音”（管絃楽司伴「鞆の音」，1990年）
- 為管弦樂而作的“日本組曲”（管絃楽のための「日本組曲」，1991年，由1933年的“鋼琴組曲”改編）
- 交響幻想曲“哥吉拉VS基多拉”（交響ファンタジー「ゴジラvsキングギドラ」，1991年）
- 交響音畫“釧路湿原”（交響的音画「釧路湿原」，1993年）
- 為弦樂團而作的“日本組曲”（絃楽オーケストラのための「日本組曲」，1998年，由1933年而作的“鋼琴組曲”改編）
- 交響組曲“淘氣王子斬大蛇”（交響組曲「わんぱく王子の大蛇退治」，2003年）

### 電影配樂
- 銀嶺的盡頭（銀嶺の果て，1947年）
- 虹男（1949年）
- 哥吉拉 (1954)（ゴジラ，1954年）
- 空中大怪獸拉頓（空の大怪獣ラドン，1956年）
- 地球防衛軍（地球防衛軍，1957年）
- 大怪獸巴朗（大怪獣バラン，1958年）
- 暗黑街的顏役（暗黒街の顔役，1959年）
- 日本誕生（日本誕生，1959年）
- 宇宙大戰爭（宇宙大戦争，1959年）
- 釋迦傳（釈迦，1961年）
- 金剛對哥吉拉（キングコング対ゴジラ，1962年）
- 海底軍艦（海底軍艦，1963年）
- 摩斯拉對哥吉拉（モスラ対ゴジラ，1964年）
- 宇宙大怪獸德古拉（宇宙大怪獣ドゴラ，1964年）
- 三大怪獸 地球最大決戰（三大怪獣 地球最大の決戦，1964年）
- 科學怪人對地底怪獸（フランケンシュタイン対地底怪獣，1965年）
- 怪獸大戰爭（怪獣大戦争，1965年）
- 眠狂四郎多情劍（眠狂四郎多情剣，1966年）
- 大魔神 (電影)（大魔神，1966年）
- 奇巖城的冒険（奇巌城の冒険，1966年）
- 科學怪人的怪獸 山達對蓋拉（フランケンシュタインの怪獣 サンダ対ガイラ，1966年）
- 大魔神震怒（大魔神怒る，1966年）
- 眠狂四郎無賴劍（眠狂四郎無頼剣，1966年）
- 大魔神逆襲（大魔神逆襲，1966年）
- 金剛的逆襲（キングコングの逆襲，1967年）
- 怪獸總進擊（怪獣総進撃，1968年）
- 緯度0大作戰（緯度0大作戦，1969年）
- 傑索拉·加尼美·卡美巴 決戰！南海大怪獸（ゲゾラ・ガニメ・カメーバ 決戦!南海の大怪獣，1970年）
- 幕末群英傳（狼よ落日を斬れ，1974年）
- 望乡（1974年）
- 機械哥吉拉的逆襲（メカゴジラの逆襲，1975年）
- 哥吉拉vs王者基多拉（ゴジラvsキングギドラ，1991年）
- 哥吉拉vs摩斯拉（ゴジラvsモスラ，1992年）
- 哥吉拉vs機械哥吉拉（ゴジラvsメカゴジラ，1993年）
- 哥吉拉vs戴斯特洛伊亞（ゴジラvsデストロイア，1995年）

#### 過去作品音乐流用電影
- 地球攻擊命令 哥吉拉對蓋剛（地球攻撃命令 ゴジラ対ガイガン，1972年）
- 鉄人28号 白昼的残月（鉄人28号 白昼の残月，2007年）

### 主題曲
- 哥吉拉vs碧奧蘭蒂（ゴジラvsビオランテ，1989年）
- 怪獸惑星哥吉拉（怪獣プラネットゴジラ，1994年）
- 哥吉拉vs太空哥吉拉（ゴジラvsスペースゴジラ，1994年）
- 蠟筆小新：爆發！溫泉激烈大決戰（クレヨンしんちゃん 爆発!温泉わくわく大決戦，1999年）
- 哥吉拉2000（ゴジラ2000 ミレニアム，1999年）
- 哥吉拉×美加基拉斯 G消滅作戰（ゴジラ×メガギラス G消滅作戦，2000年）
- 蠟筆小新：風起雲湧 猛烈！大人帝國的反擊（クレヨンしんちゃん 嵐を呼ぶ モーレツ!オトナ帝国の逆襲，2001年）
- 哥吉拉·摩斯拉·王者基多拉 大怪獸總攻擊（ゴジラ・モスラ・キングギドラ 大怪獣総攻撃，2001年）
- 哥吉拉 最後戰役（ゴジラ FINAL WARS，2004年）
- 劇場版 超星艦隊（超星艦隊セイザーX 戦え!星の戦士たち，2005年）
- 永遠的三丁目的夕陽2（ALWAYS 続・三丁目の夕日，2007年）
- 長髪大怪獣傑覇拉（長髪大怪獣ゲハラ，2009年）